# Carlos Adolfo Sosa
Carlos Adolfo «Lucho» Sosa (Ciudad de Buenos Aires, Argentina, 21 de julio de 1919 - †  Ibídem, 2 de marzo de 2009) fue un futbolista argentino que se desempeñaba en la posición de lateral derecho. 
Es considerado uno de los mejores laterales derechos de la historia del fútbol argentino y un símbolo del Club Atlético Boca Juniors en la década de los 40'.
Empezó su carrera en el Club Atlético Atlanta para luego desembocar en el equipo «xeneize», integrando sus filas durante un total de 10 años y obteniendo la cifra de 5 títulos ganados con esa institución. 
Formó parte de un recordado equipo «xeneize» que pasó a la posteridad por sus dotes de buen fútbol y entendimiento entre sus integrantes. Aquel mediocampo estaba conformado además de «Lucho» por los futbolistas Natalio Pescia y Ernesto Lazzatti. Además fue un recordado socio para el recordado goleador Mario Boyé, ya que lo asistía con mucha frecuencia. Se despidió de la camiseta azul y oro disputando un total de 271 partidos y convirtiendo 7 goles. 
Con su calidad, jerarquizó un puesto hasta ese momento considerado de menor trascendencia. Tenía elegancia para moverse en el ataque, un gran manejo del balón y un muy buen anticipo para sacar de circulación a los delanteros rivales. Pero, por sobre todas las cosas, tenía una pegada formidable. Era el encargado de patear todos los tiros libres por el sector derecho. Esa enorme vocación ofensiva  hizo popular una frase muy repetida en su época; "Agarraba la valija y se iba". 
Por esta razón, quedó al margen de la Selección Argentina. Incluso, «Lucho» llegó a confesar con los años; "Stabile no me quería".
Fue internacional con la Selección de fútbol de Argentina en 13 ocasiones y con la misma obtuvo dos Copa América en sus ediciones de 1945 y 1946. Por aquel entonces el torneo era denominado Campeonato Sudamericano de Selecciones.

## Biografía

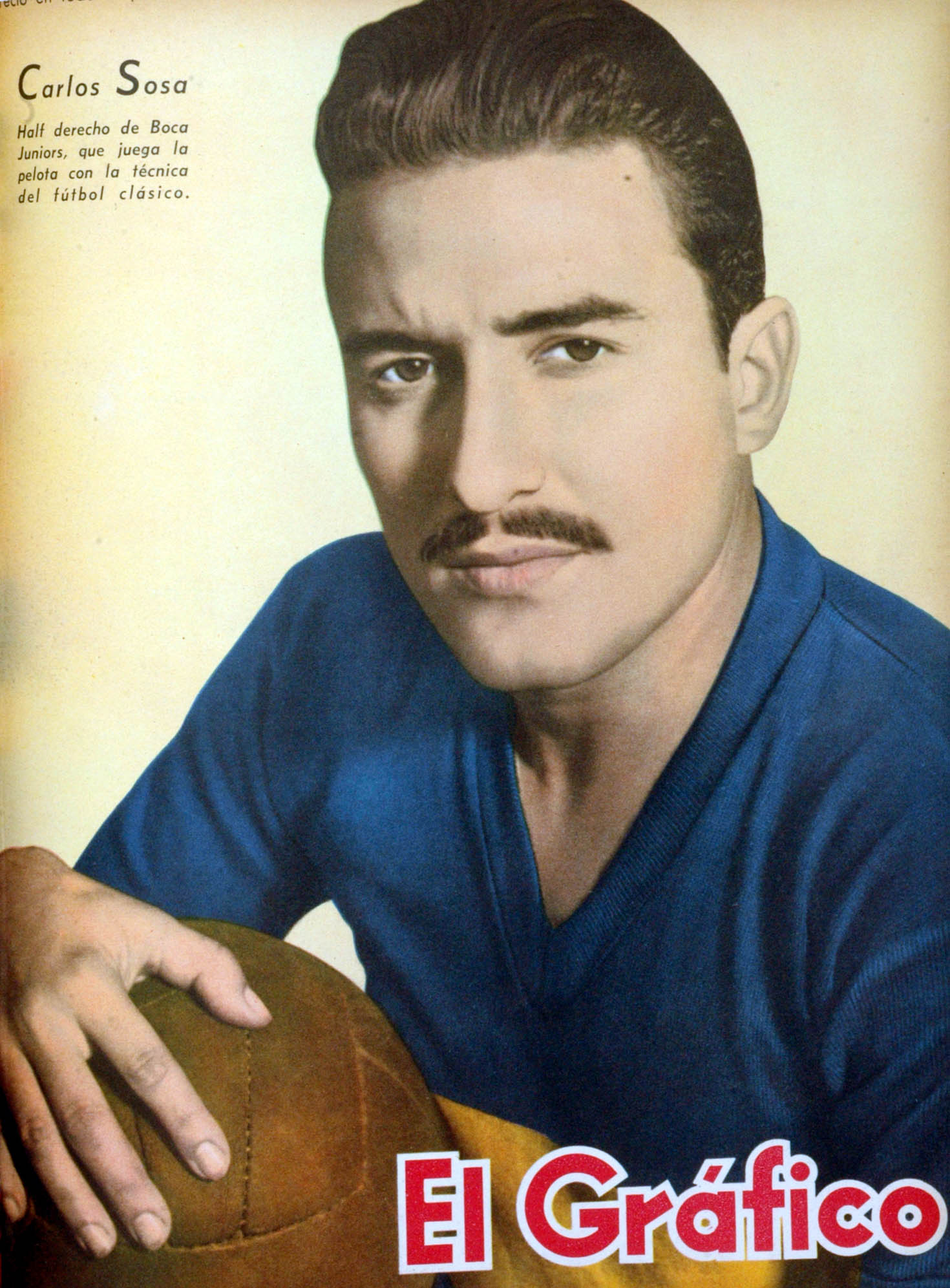
Carlos Sosa en 1944.

Nació en el barrio de Caballito de la ciudad de Buenos Aires, y de muy niño se mudó al popular barrio Cafferata, parte de Parque Chacabuco. Se inició en el Club Atlético Atlanta, donde debutó en primera el 30 de julio de 1939. Jugó 40 partidos en Atlanta y 217 en Boca, donde convirtió 7 goles y logró 6 títulos.Era un marcador de punta de buena marca y proyección, le gustaba irse al ataque en cuanta oportunidad se le presentara.
El 2 de marzo de 2009 fallece en Capital Federal a los 89 años.

### Participaciones en la Copa América
| Copa              | Sede      | Resultado |
| ----------------- | --------- | --------- |
| Copa América 1945 | Chile     | Campeón   |
| Copa América 1946 | Argentina | Campeón   |

## Clubes

### Como jugador
| Club                  | País      | Año         |
| --------------------- | --------- | ----------- |
| Atlanta               | Argentina | 1939 - 1940 |
| Boca Juniors          | Argentina | 1941 - 1951 |
| Racing Club de France | Francia   | 1952 - 1959 |

## Palmarés

### Campeonatos nacionales
| Título                        | Club         | País      | Año  |
| ----------------------------- | ------------ | --------- | ---- |
| Primera División              | Boca Juniors | Argentina | 1943 |
| Primera División              | Boca Juniors | Argentina | 1944 |
| Copa Ibarguren                | Boca Juniors | Argentina | 1944 |
| Copa de Competencia Británica | Boca Juniors | Argentina | 1946 |

### Campeonatos internacionales
| Título              | Club         | Sede      | Año  |
| ------------------- | ------------ | --------- | ---- |
| Copa Confraternidad | Boca Juniors | Uruguay   | 1945 |
| Copa Confraternidad | Boca Juniors | Argentina | 1946 |

| Título       | Selección           | Sede      | Año  |
| ------------ | ------------------- | --------- | ---- |
| Copa América | Selección Argentina | Chile     | 1945 |
| Copa América | Selección Argentina | Argentina | 1946 |

## Curiosidades
Una frase muy popular en su época era "Centro de Sosa, gol de Boyé".